# Tofslärkan 7

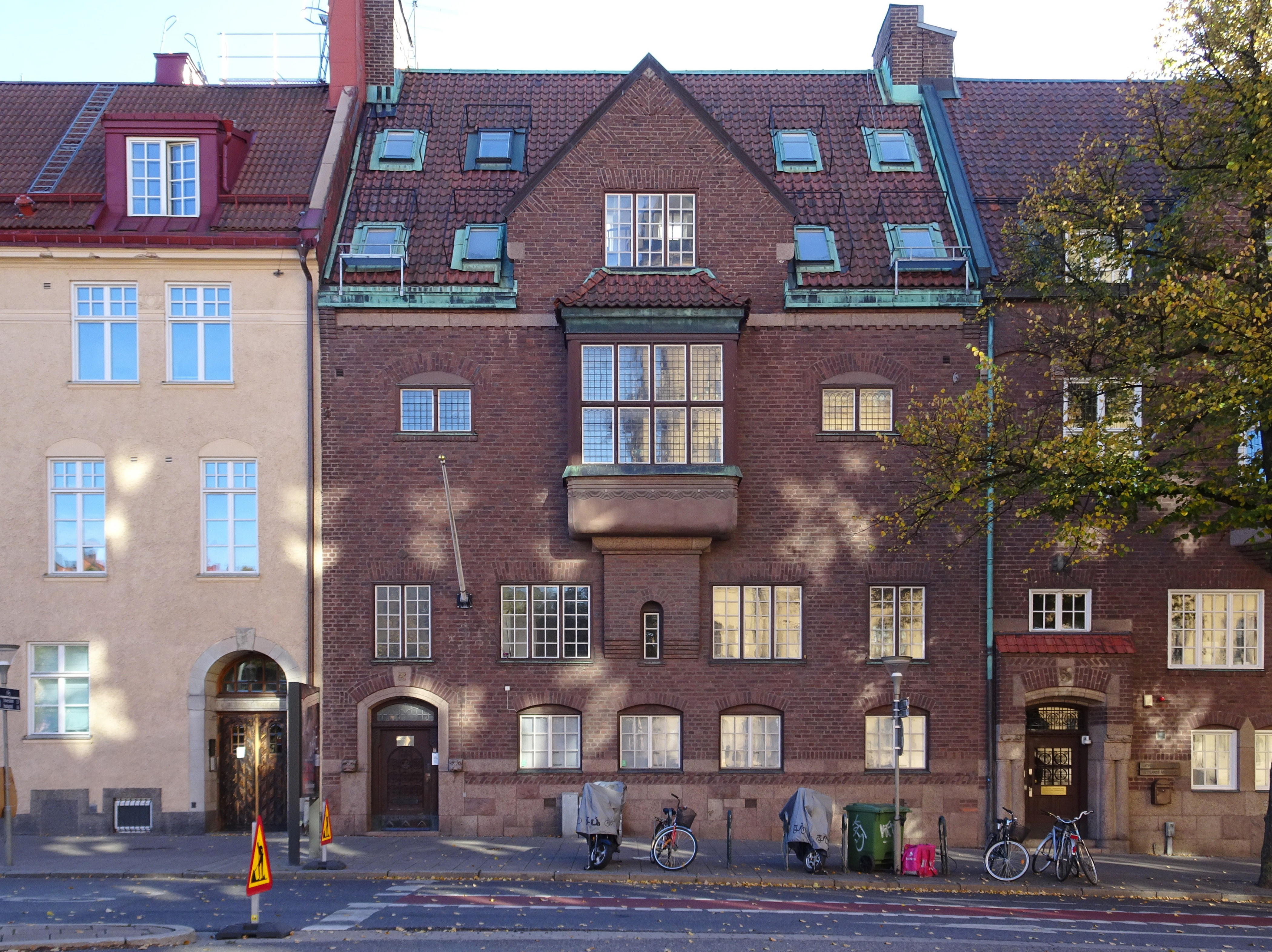
Tofslärkan 7, Odengatan 3. Till vänster ansluter Tofslärkan 8 och till höger Tofslärkan 6, oktober 2022.

Tofslärkan 7 är en kulturhistoriskt mycket värdefull villafastighet i kvarteret Tofslärkan i Lärkstaden på Östermalm i Stockholm. Denna stadsvilla vid Odengatan 3 uppfördes 1909–1910 av byggmästaren Frithiof Dahl för arkitekten Folke Zettervall som även ritat och bebott huset. Fastigheten är blåmärkt av Stadsmuseet i Stockholm vilket är den högsta klassen och innebär "att bebyggelsen bedöms ha synnerligen höga kulturhistoriska värden". Byggnadens exteriöra arkitektur blev förebild för bebyggelsen längs med Odengatan 5–13.

## Bakgrund och planering

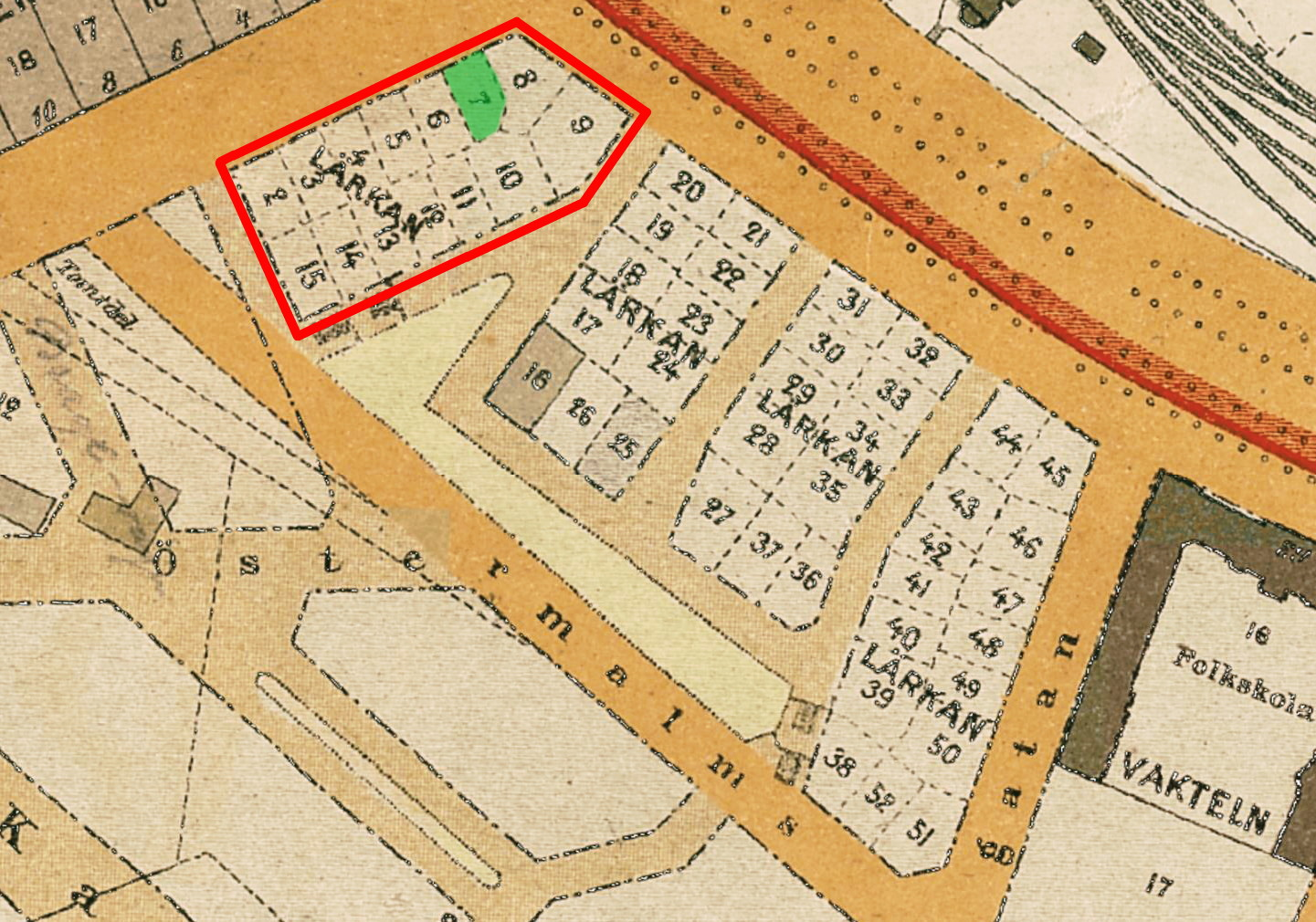
Lärkan 7 med grön markering (dagens Tofslärkan 7) år 1909.

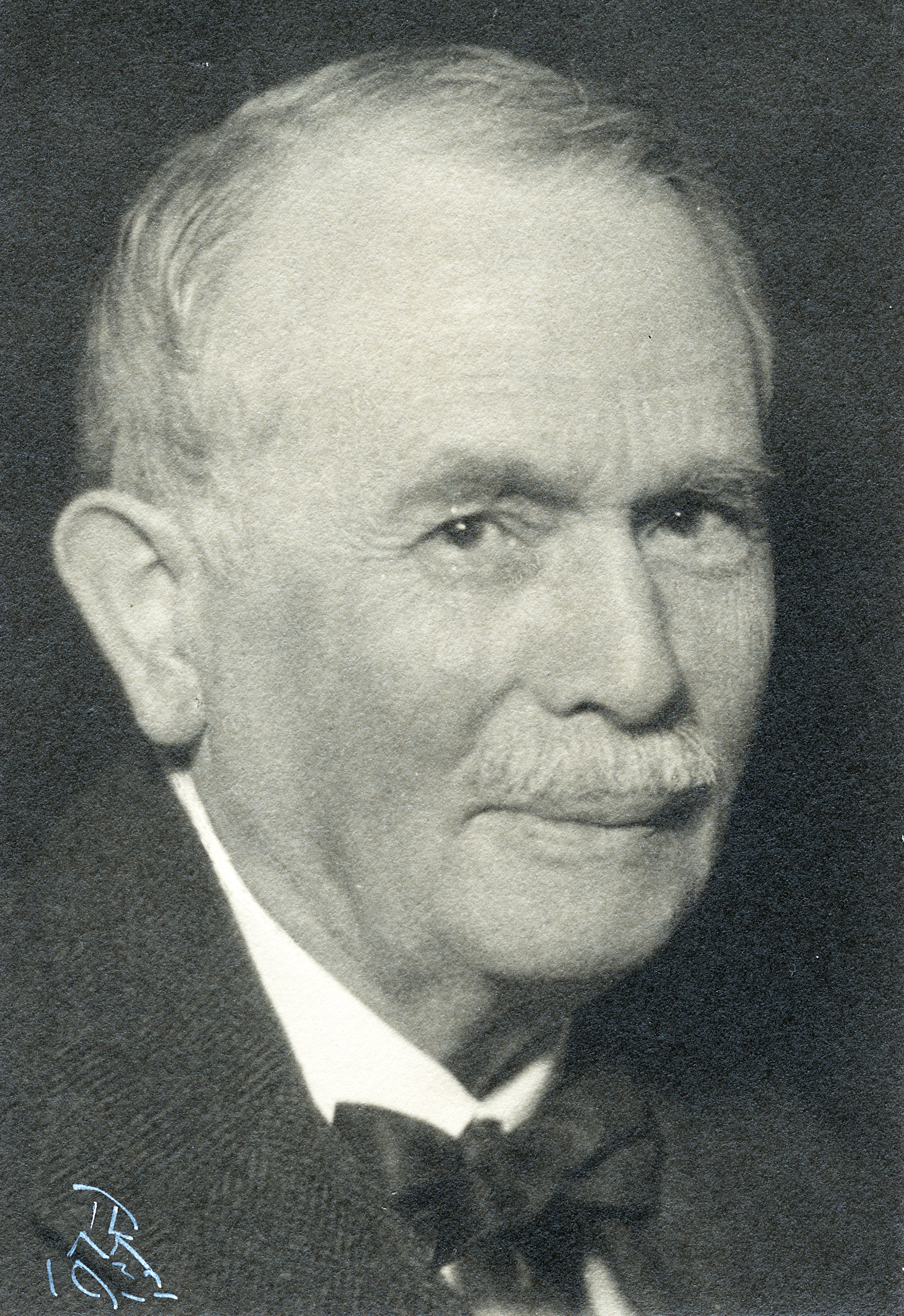
Byggherren Zettervall.

Lärkan 7, sedermera namnändrad till Tofslärkan 7, var en av 51 fastigheter i dåvarande kvarteret Lärkan som, enligt en av Per Olof Hallman 1902 utarbetad stadsplan, skulle bebyggas med enfamiljsvillor. Hallman hade studerat Englands townhouses och ville nu tillämpa denna bebyggelseform för första gången i Stockholm. I Svenska Dagbladet från december 1910 kallades Lärkan för "Stockholms stads experimentalfält för omplantering af den engelska hemidén".
Målgruppen var den välsituerade borgarklassen med yrken som grosshandlare, direktörer, företagare, läkare, högre tjänstemän och ingenjörer. Hit flyttade bland andra film- och teatermannen Anders Sandrew (Sånglärkan 7), läkarparet Nils Gideon Holmin och Lilly Paykull (Sånglärkan 8), affärsmannen Paul U. Bergström (Sånglärkan 10), ingenjör Hugo Theorell (Sånglärkan 2), apotekaren Gottfrid Nygren (Trädlärkan 8) och Stockholms storbyggmästare, Frithiof Dahl (Sånglärkan 9), som också kom att bygga Zettervalls villa. Även några arkitekter kom att bosätta sig i lärk-kvarteren, bland dem Lärkstadens stadsplanerare, Per Olof Hallman (Sånglärkan 6), Thor Thorén (Trädlärkan 3), Erik Josephson (Piplärkan 7) och så Folke Zettervall som kom att göra Tofslärkan 7 till sitt hem. 
Stadsingenjörskontoret fick i uppdrag att stycka "överkomliga" tomter med storlekar mellan drygt 270 och 550 kvadratmeter vilka såldes av Stockholms stad med äganderätt ("å fri och egen grund" står det på tomtkartorna). Försäljningen började genom auktioner i februari 1909. Det infann sig 150 spekulanter och 41 tomter såldes omgående. Kvarteret Lärkans tomt nr 7 förvärvades av Zettervall för 5 000 kronor. Fastigheten hade an areal om 283,2 kvadratmeter inklusive en nio meter bred remsa mark för en liten trädgård. Köpet skulle dock godkännas först av drätselkammaren vilket skedde i maj 1909. Det var vanligt att byggmästare eller arkitekter köpte tomter i Lärkan eftersom de var insatta i stadens byggplanering. Tomterna såldes sedan, tillsammans med de färdiga husen, till intresserade köpare. Utöver sin egen villa ritade Zettervall ytterligare tre villor i Lärkstaden: Tofslärkan 6, Sånglärkan 2 och Sånglärkan 9.

## Byggnadsbeskrivning

### Exteriör

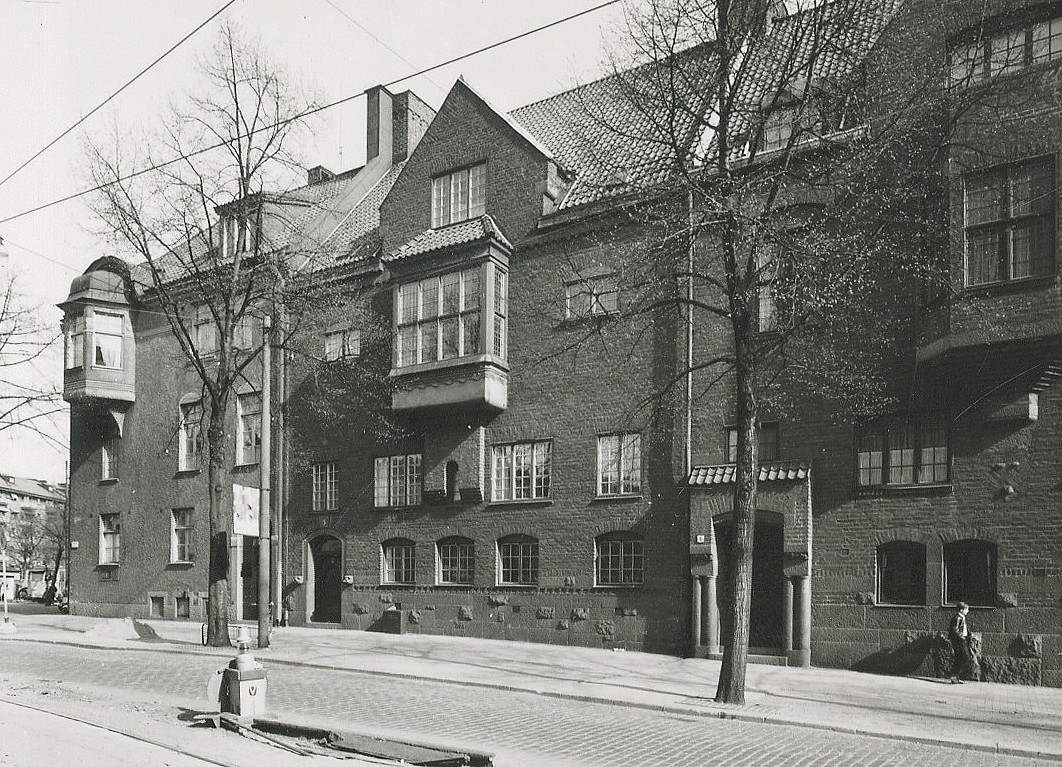
Från höger: Tofslärkan 6, 7, 8, 1956.

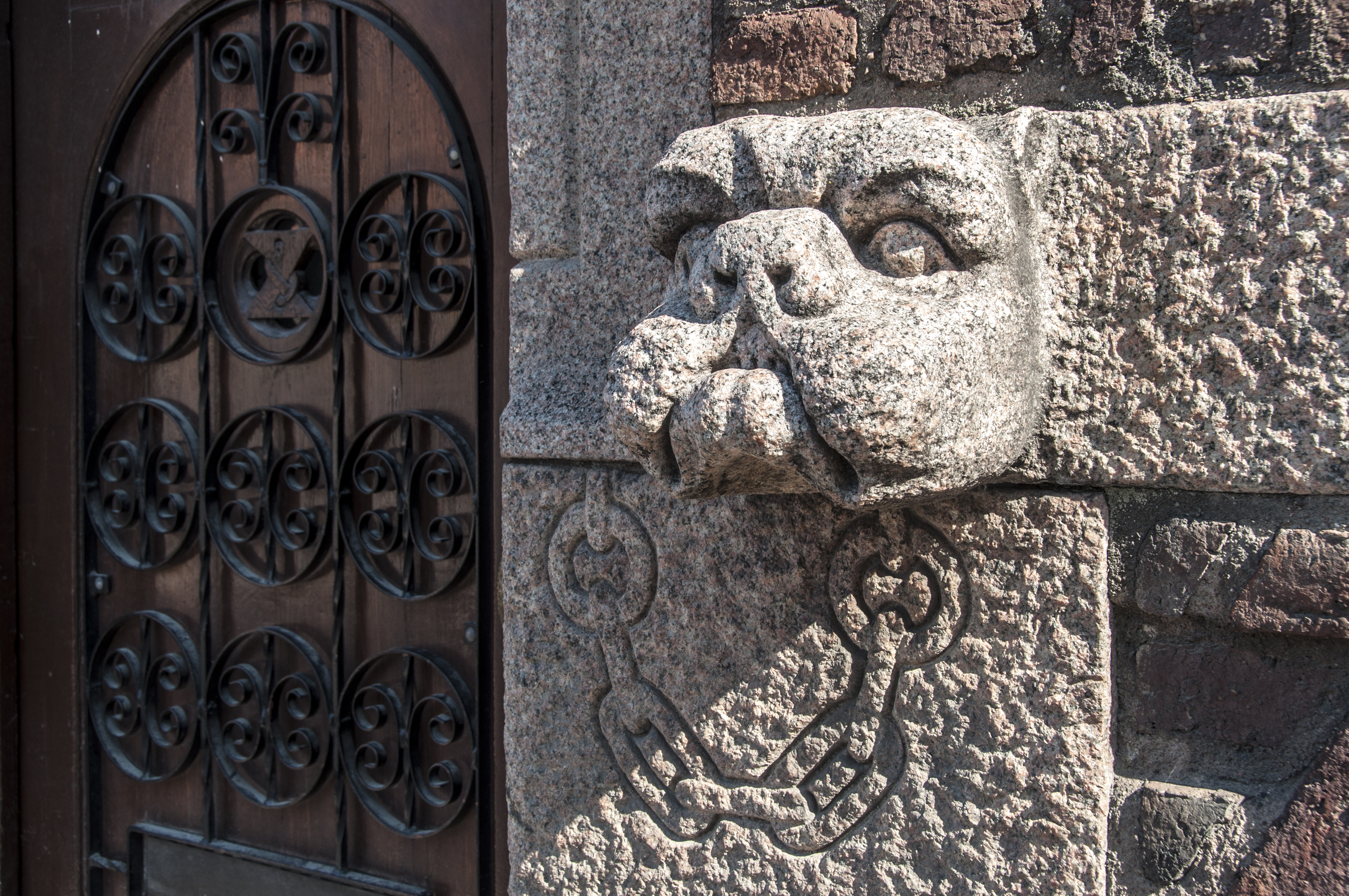
Boxerhuvud som portalskulptur.

Tofslärkan 7 uppfördes i två våningar med källare / souterräng och delvis inredd vind. På grund av sluttningen fick souterrängvåningen full våningshöjd mot gatan. Fasaderna murades i munkförband med mörkbränt Helsingborgstegel. Sockeln och portomfattning utfördes i röd Vätögranit. Fasaden mot Odengatan gestaltades sträng symmetriskt av Zettervall. Husets mittparti accentueras av ett burspråk i höjd med våning en trappa och avslutas ovanför takfoten av en gavelfronton. Fönstren är småspröjsade och symmetrisk placerade i fasaden. 
Portalen flankeras av var sitt boxerhuvud, hugget i granit. Porten är av mörkbetsad ek med träsniderier i form av palmetter och en flätad repstav. I dörrens centrum finns en rund öppning med ett snidat ”Z” (för Zettervall). Dörrens sparkplåt är av koppar med klövermotiv. Överljuset är blyglasat. Portalens slutsten visar husets gatunummer i form av en förgylld ”3”. På grund av sluttningen har gårdssidan två våningar där bottenvåningen ligger i nivå med trädgården. Här domineras fasaden av ett stort, framspringande fönsterparti som hörde till trappan. Till höger och vänster ansluter balkonger med smidesräcken. Stilen är stram nationalromantiskt som blev dominerande i Lärkan.
Huvudentreprenör var byggmästaren Frithiof Dahl. Husets bärande stomme göts av betong av Skånska Cementgjuteriet som även upprättade konstruktionsritningarna. Byggnaden presenterades 1911 i facktidskriften Arkitektur tillsammans med Piplärkan 2 (Baldersgatan 4) som ”goda exempel” på de nya hus som byggts i stadsdelen.
Zettervalls hus kom sedan även att stå som förebild för de övriga fasadernas gestaltning längs med Odengatan 5–13. Överenskommelsen saknade motstycke i Stockholms bebyggelsehistoria eller, som Svenska Dagbladet uttryckte det i en artikel från april 1912: ”en i Stockholms byggnadshistoria förut okänd enhetlighet i arkitekturen”. Det var en reaktion mot den allt för individuella arkitekturen som dittills präglat lärk-kvarterens stadsvillor och kritiserats av samtiden att vara ”brokig”.

### Interiör

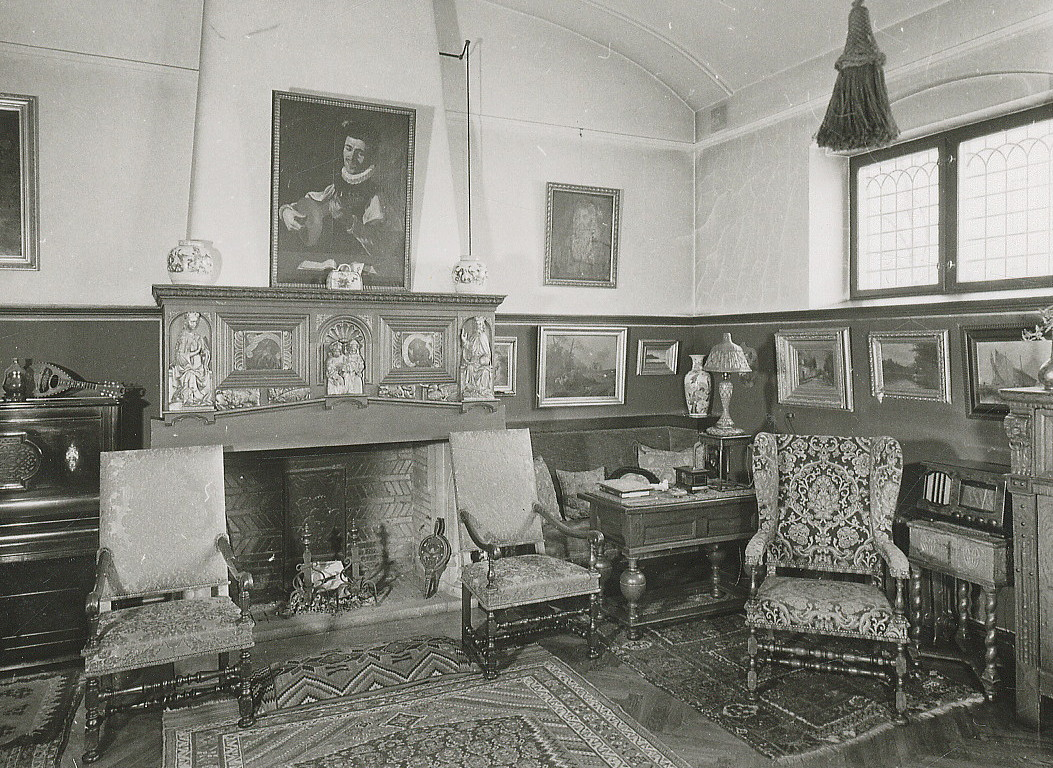
Öppna spisen i vardagsrummet, 1956.

Paret Folke och Ellen Zettervall hade inga barn, vilket återspeglade sig i planlösningen som redovisar bara ett sovrum men två rum för ”tjänarinnor”. Inga uthyrbara lägenheter eller rum fanns i huset, som annars var vanliga i lärk-kvarteren men stred mot stadsplanens intentioner. Redan från början var byggnaden utrustad med centralvärme och elektricitet vilket var vanlig i Lärkan men fortfarande ovanlig i andra delar av Stockholm.
Zettervalls ritkontor, bestående av ett större och ett mindre rum, låg i souterrängen. Dit nådde man från huvudentréns trapphall. För övrigt fanns på detta plan pannrummet och diverse ekonomiutrymmen. På bottenvåningen hade familjen Zettervall matsalen mot gården och kök med serveringsrum och jungfrukammare mot gatan. I matsalen uppsattes träpanel som bestod av sidstycken från kyrkbänkar, vilka Zettervall hade hämtat från södra Sverige. Vardagsrum, salong, sovrum och badrum samlades på våning en trappa. Största rummet var vardagsrummet med välvt innertak och en takhöjd på 4,20 meter. I ena kortändan fanns en öppen spis. Till rummet hörde även husets burspråk som inreddes till alkov. 
I Svenska Dagbladets utgåva från 4 december 1910 beskrevs Zettervalls villa som ”en liten pärla” bland byggnaderna i den framväxande Lärkstaden. I tidningen hette det bland annat att byggherren och hans fru inpassade i huset en mängd äldre skulpturföremål, hopsamlade under många år från olika trakter i Sverige. Särskild vardagsrummet blev platsen för en mängd konstföremål, övervägande träskulpturer från 1400-talet. Några av dem integrerades som utsmyckning i den öppna spisen. Där bitar fattades ersattes de med nya, tillverkade av en skicklig snickare från Västmanland.
Rumsfördelningen enligt arkitektritningarna från juni 1914 var följande:
- Källarvåning / souterrängvåning – entré, trapphall, ritkontor, pannrum, tvättstuga, strykrum
- Bottenvåning – stor central placerad trapphall med trappa, matsal, kök, serveringsgång, jungfrurum.
- Våning 1 trappa – trappa, salong och sovrum mot gården, vardagsrum och badrum mot gatan

### Stadsmuseets dokumentation
Zettervall ägde huset fram till sin död 1955. Kort därefter dokumenterade Stadsmuseets fotograf Lennart af Petersens den fortfarande orörda interiören i Zettervalls stadvilla som den tedde sig 1956.

Interiören 1956
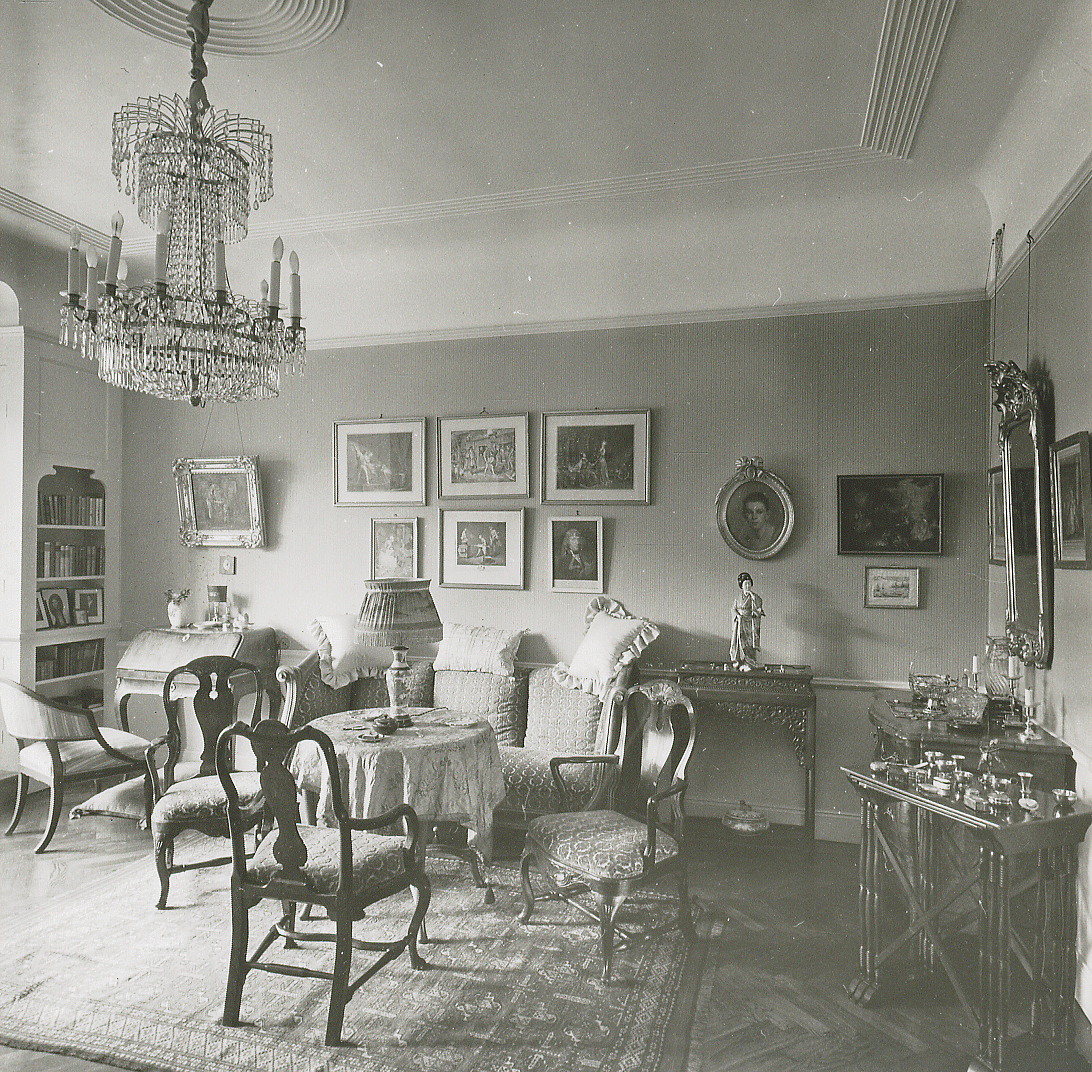
Salongen.
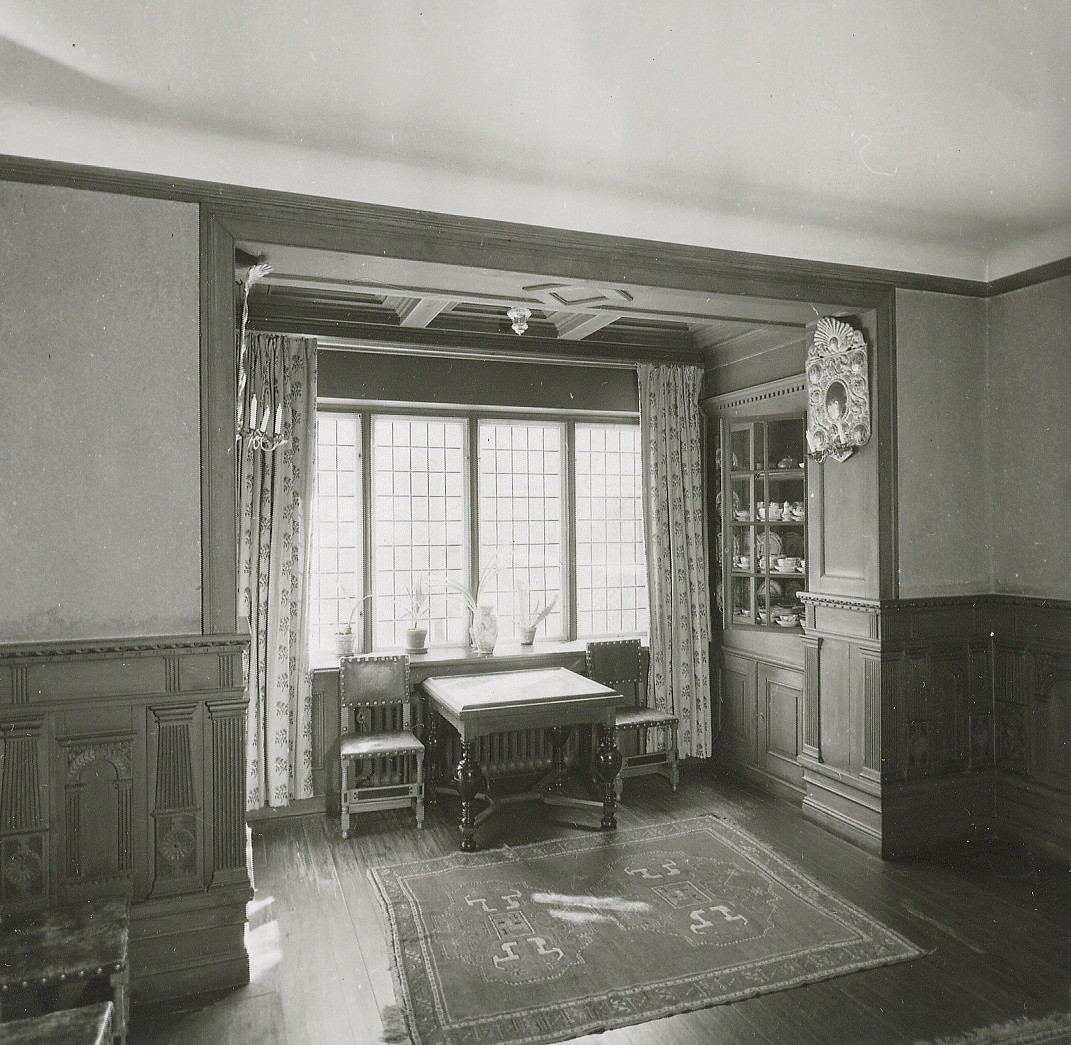
Alkoven i vardagsrummet.
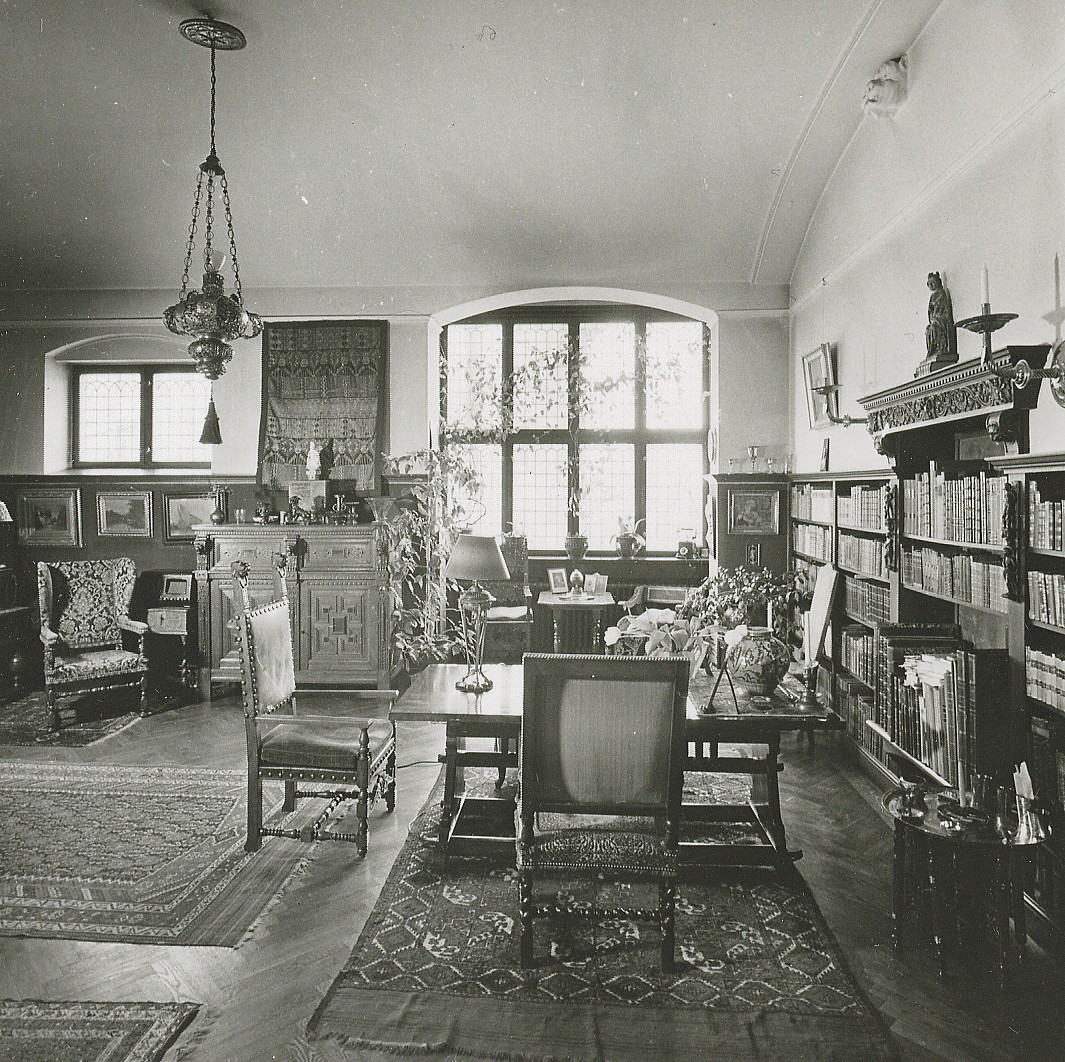
Vardagsrummet.
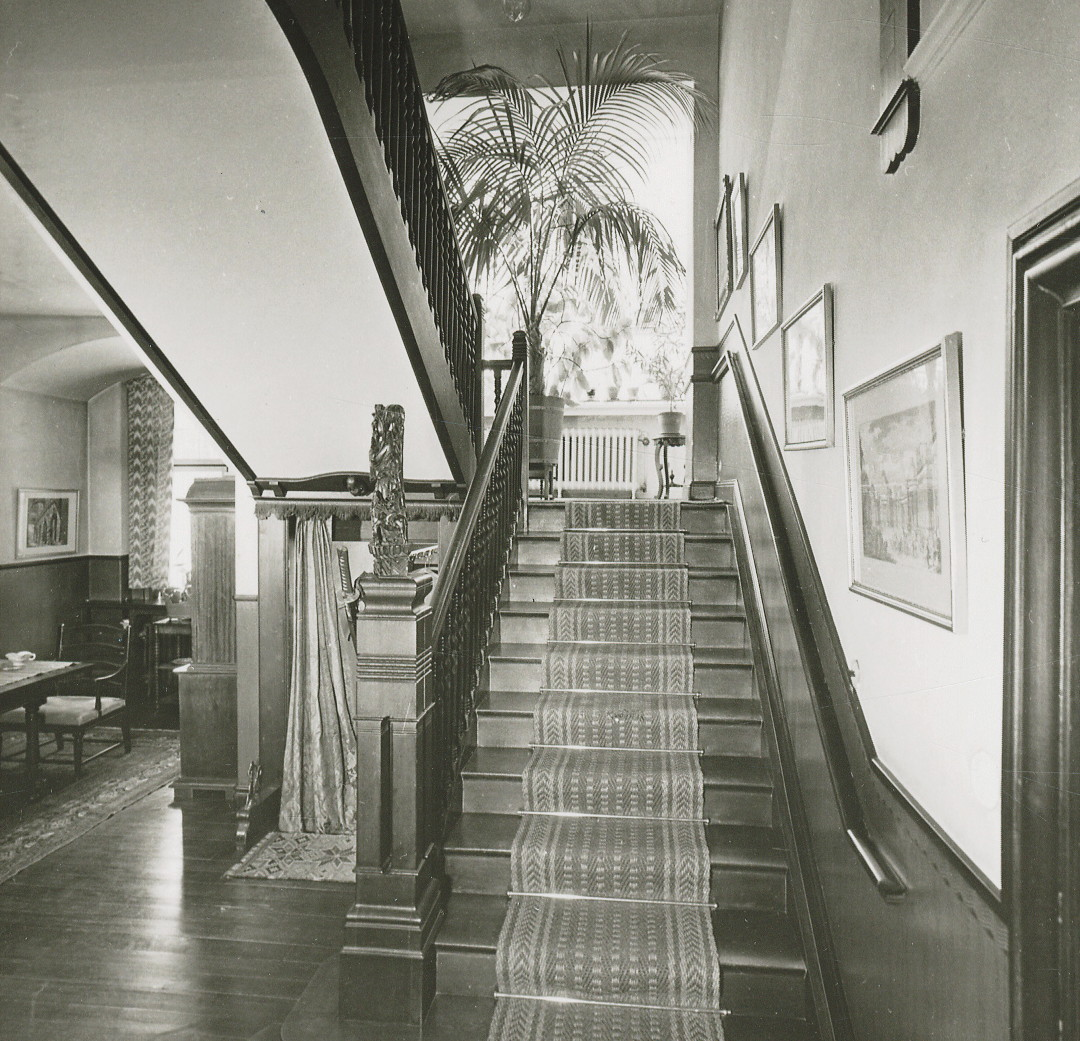
Trappan.
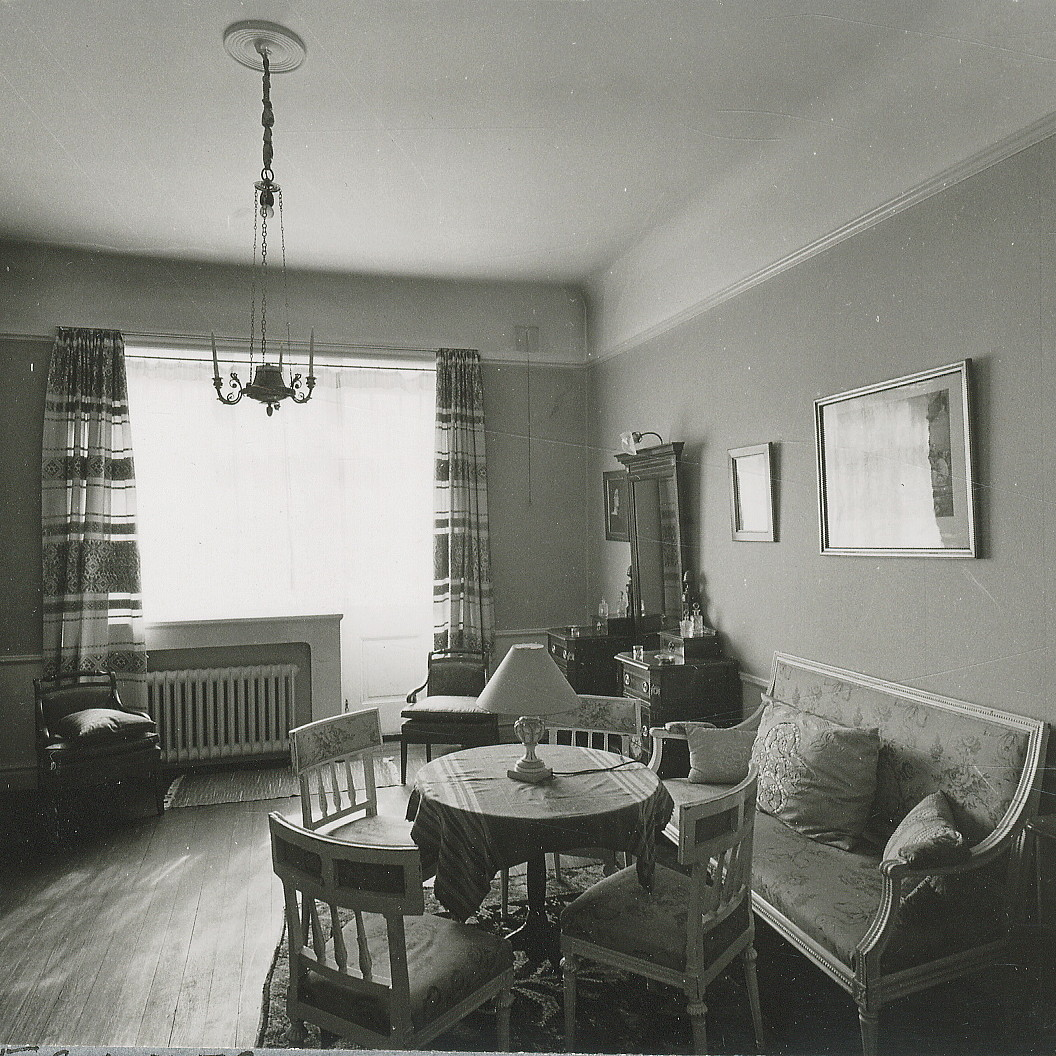
Sovrum.
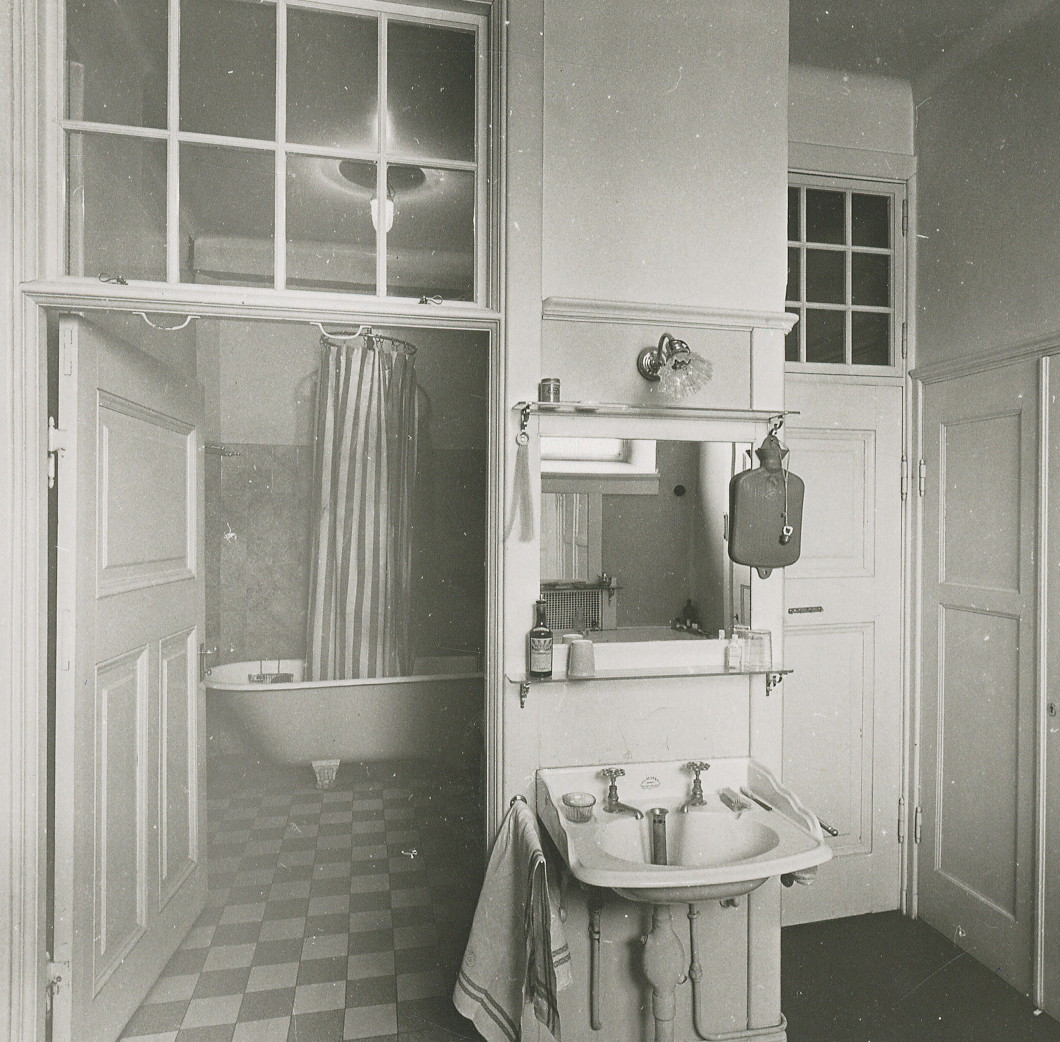
Badrum.

## Nya ägare och ändringar
Efter Zettervalls död gick Trädlärkan 7 genom testamente till Sveriges Arkitekters Riksförbund (SAR) och blev deras kansli och klubbhus kallad Arkitekternas Hus. För ändringsritningarna svarade arkitekt Hans Asplund. Därmed kontoriserades villan. I souterrängvåningen inreddes lunchrum, kök och arkiv. Bottenvåningen blev plats för kassa, växel, sekreterare, kontor och direktörens rum och våning en trappa byggdes om för SAR:s direktör, konferensrum, bibliotek och styrelserummet som inrymdes i Zettervalls före detta vardagsrum. Vinden förvandlades till ytterligare kontorsrum och torkvinden högst upp blev beskrivningsrum. I takytan öppnades nya takfönster i dubbla rader. Av Zettervalls ursprungliga fasta inredning bevarades stora delar. 
Mellan 1999 och 2018 låg Brasiliens Stockholmsambassad i byggnaden. Då innehades fastigheten av kommunägda Svenska Bostäder som sålde den 2021 eftersom den innehöll kontor och bolagets kärnverksamhet är att hyra ut bostäder. En ombyggnad till bostäder skulle ha blivit för kostsamt. Köparen blev fastighetsbolaget Tulia som ägs till lika delar av Fastighets AB Balder och Andre Åkerlund AB. Köpeskillingen för det 731 m² stora huset blev 86 miljoner kronor. Tulia tillträdde fastigheten den 15 december 2021 och hyr ut till bland andra Loyal Gallery.

### Nutida bilder

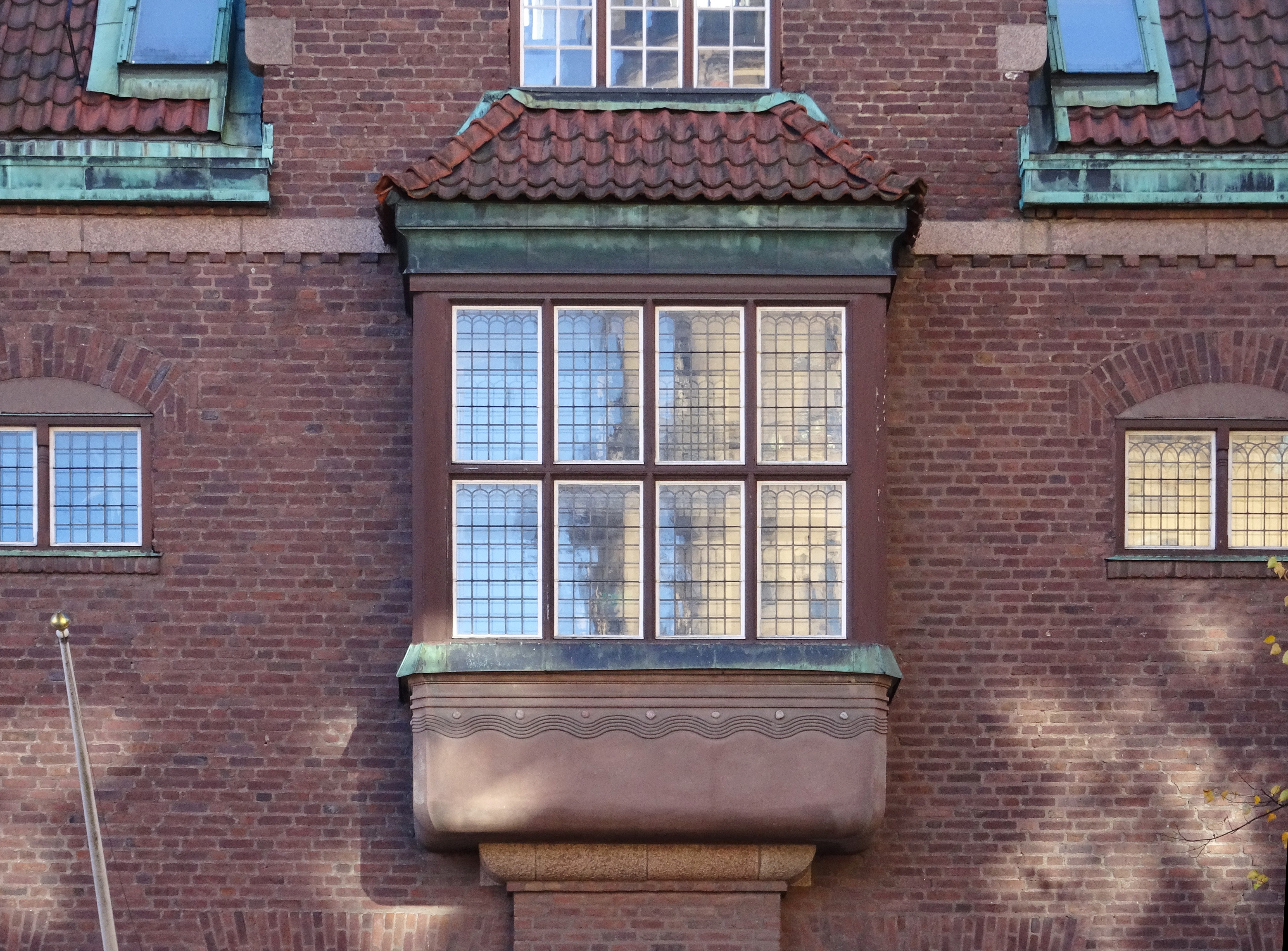
Burspråket på våning 1 trappa.
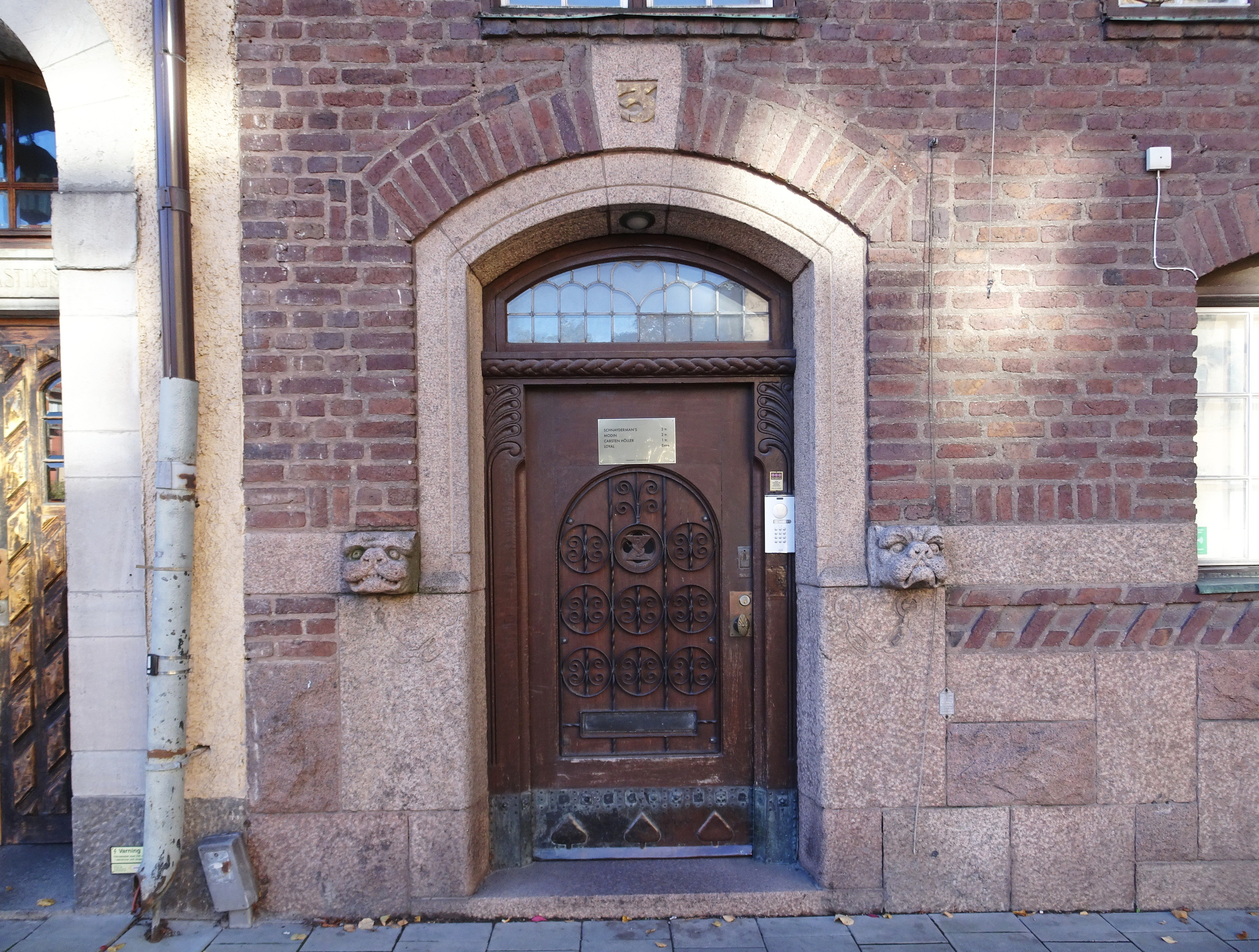
Entréporten "bevakad" av boxerskulpturer.
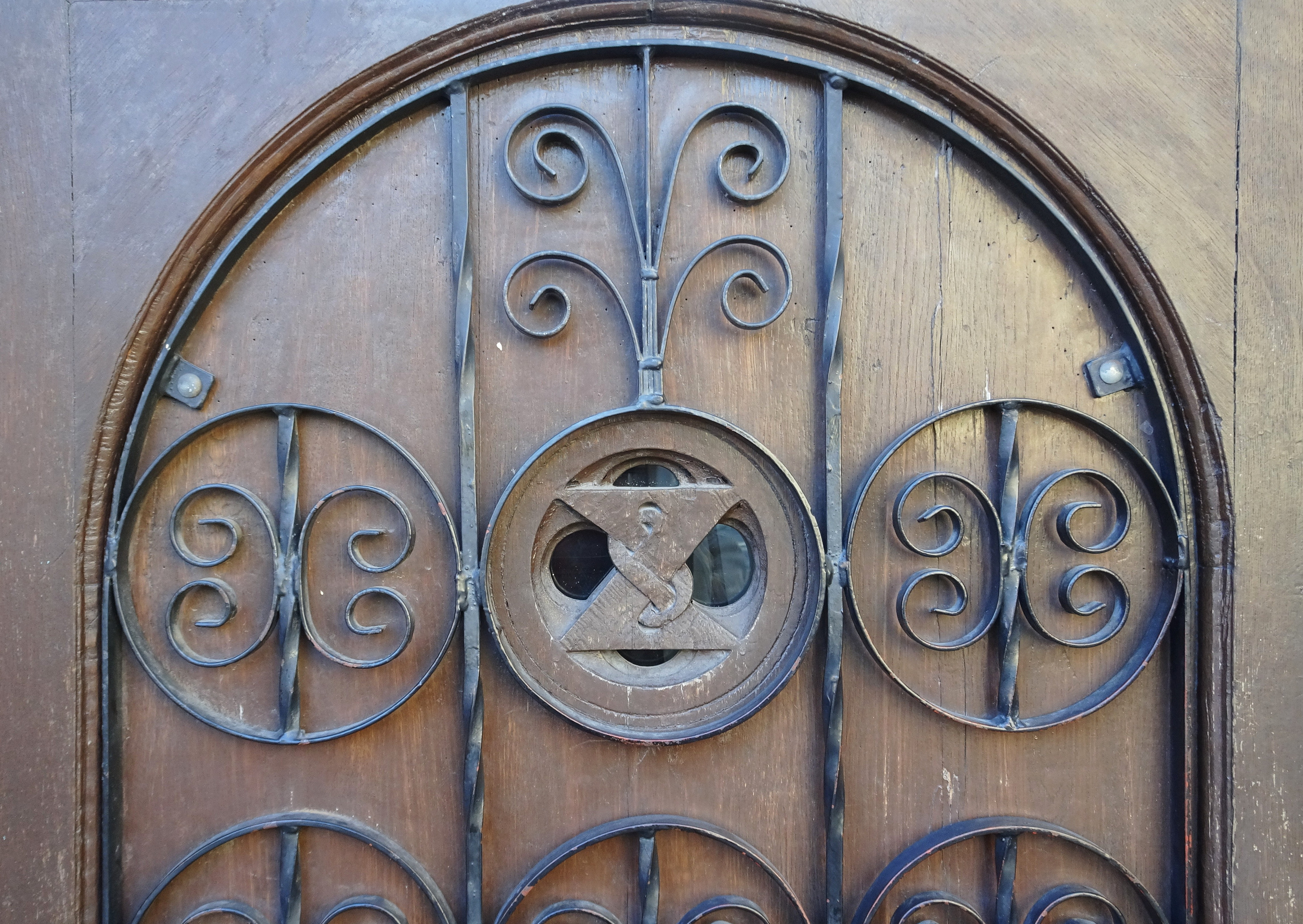
Portdetalj med bokstaven "Z".
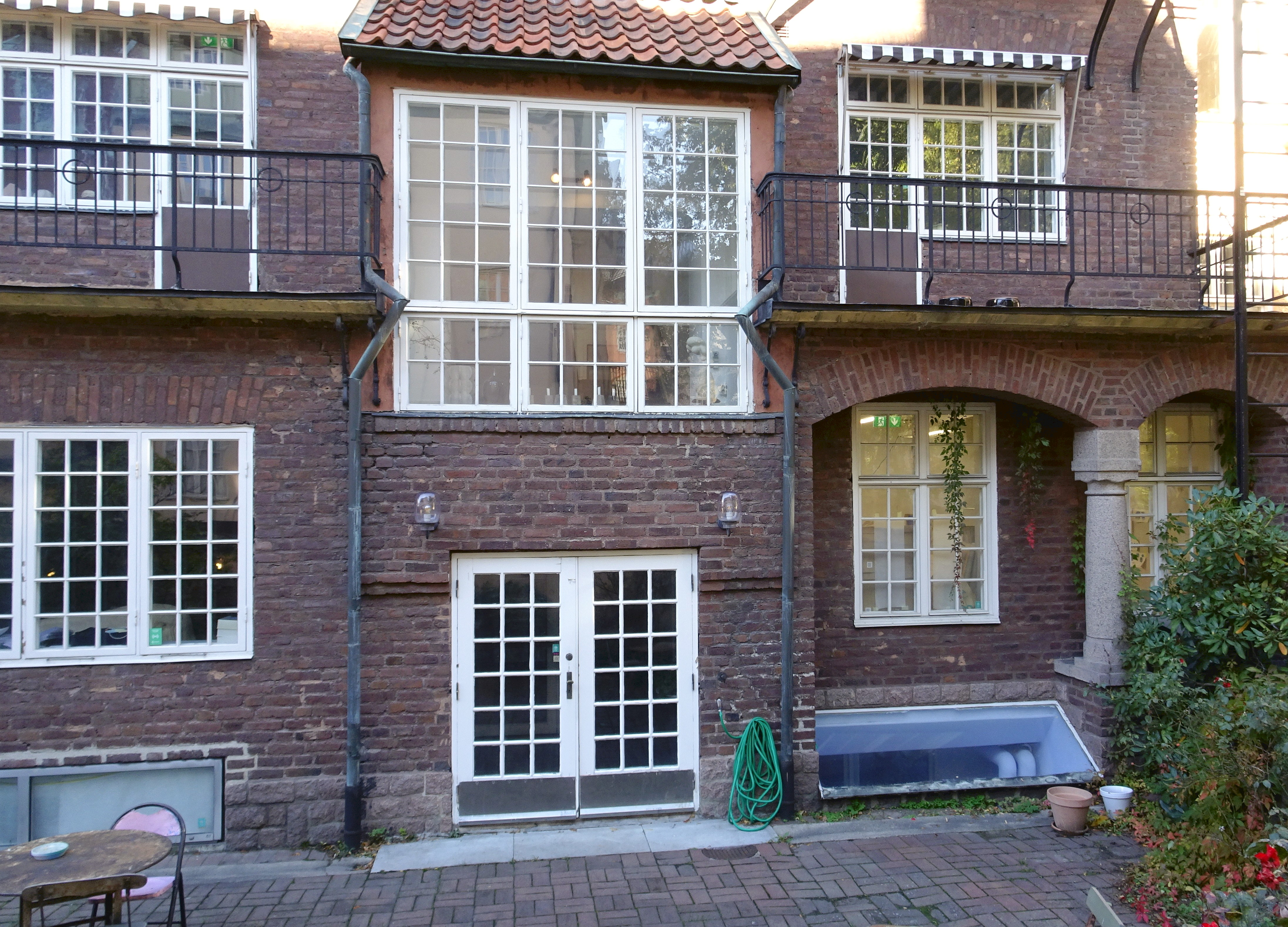
Gårdssidan med stora trapphusfönstret.